# 김미은
김미은(1992년 4월 15일 ~ )은 대한민국의 배우이다.

## 학력
- 2008~2011 안양예술고등학교

- 2011~2014 명지전문대학 연극영화과

## 출연

### 방송

#### 드라마
- 2019 TvN 호텔 델루나
- 2020 KBS 2TV 한 번 다녀왔습니다 - 신혜정 역

### 뮤직비디오
- 2019 범진 - 후회

### 광고
- 2020 [삼성 비스포크] 가장 사적인 BESPOKE, 비스포크 큐브 - 신혼부부 편
- 2019 듀오백 - 면접 편
- 2019 삼성생명 - 라떼는 말이야
- 2019 핏츠 - 할머니와 손녀 편